# 葉月ミカ
葉月 ミカ（はづき みか）は、日本の女性声優。主にアダルトゲームに声をあてている。

## 出演
太字はメインキャラクター。

### アダルトゲーム
- DIVI・DEAD（1998年、結城梓）
- せ・ん・せ・い（1998年、泉久美子）
- 散櫻〜禁断の血族〜（1999年、櫻沢智香）
- 心のかけら（1999年、緒方真奈美）
- ラブメーション（1999年、飛鳥和海、飛鳥芳美）
- VIST（1999年）
- 淫内感染2 鳴り止まぬナースコール（1999年、薗田愛実）
- 將姫（2000年、秋津龍子）
- さくらんぼ海岸（2000年、知念由香）
- BB Oh,yes! Jonny!（2000年、お姉さん）
- Parallel Harmony ～月曜の扉は水曜の向こうに～（2000年、榎本雛綺、柿本沙智）
- 夜が来る!（2001年、火倉いずみ）
- ヴェルベットエコー（2001年、古谷樹）
- リトルモニカ物語（2001年）
- Chaos Baby義美2 富持奈津姫編（2001年、御堂義美）
- アルティメットハンター（2002年、セリカ）
- ひまわりの咲くまち（2002年、花園さくら）
- やどかりタイフーン!（2002年、フィレット＝リレンティル）
- 忘レナ草 〜Forget-me-Not〜（2002年、新田穂波[1]）
- 結い橋（2002年、桜井知絵）
  - 結い橋つめちゃいました! P・R・O（2003年、桜井知絵）
- 淫内感染 深夜に響くポン・ちん・カン（2002年、薗田愛実）
- 司書さんといっしょ☆（2003年、沢村果歩）
- 淫内感染 終わらぬ宴のナースコール（2003年、薗田愛実）
- 尽くして雀（2003年、篠原むつみ）
- 今宵も召しませアリステル（2003年、アリステル＝レスデル）
  - 今宵も召しませアリステル おかわり（2004年、アリステル＝レスデル）
- かなえてあげる〜冬がくれた贈り物〜（2003年、白石優里[2]）
- PIZZICATO POLKA 〜彗星幻夜〜（2003年、女刑事エリザベート・アーノルツェン）
- ぷにぷに★はんどメイド（2004年、黒姫）
- 塵骸魔京（2005年、希羽）
- Lamento -BEYOND THE VOID-（2006年、カガリ）

### アダルトアニメ
- luv wave（2000年、真由美1st／真人真由美）
- 夜が来る!（2002年 - 2003年、火倉いずみ）

### ドラマCD
- Lamento -BEYOND THE VOID- DRAMA CD Vol.2（2008年、カガリ）

## ディスコグラフィ

### キャラクターソング
| 発売日        | 商品名                                    | 歌                                                     | 楽曲                           | 備考                                                |
| ------------- | ----------------------------------------- | ------------------------------------------------------ | ------------------------------ | --------------------------------------------------- |
| 1998年8月1日  | luv wave オリジナル・サウンドトラック     | 真由美1st with 葉山ミカ                                | 「THRILL ME OR NOT」           | PCゲーム『luv wave』イメージソング                  |
| 2004年8月14日 | ぷにぷに☆はんどメイド ORIGINAL SOUNDTRACK | ぽち子（榊原ゆい）、黒姫（葉月ミカ）、ゆい（本山美奈） | 「ひろなおのために作ったうた」 | PCゲーム『ぷにぷに☆はんどメイド』エンディングテーマ |